# Xadrez (padrão)

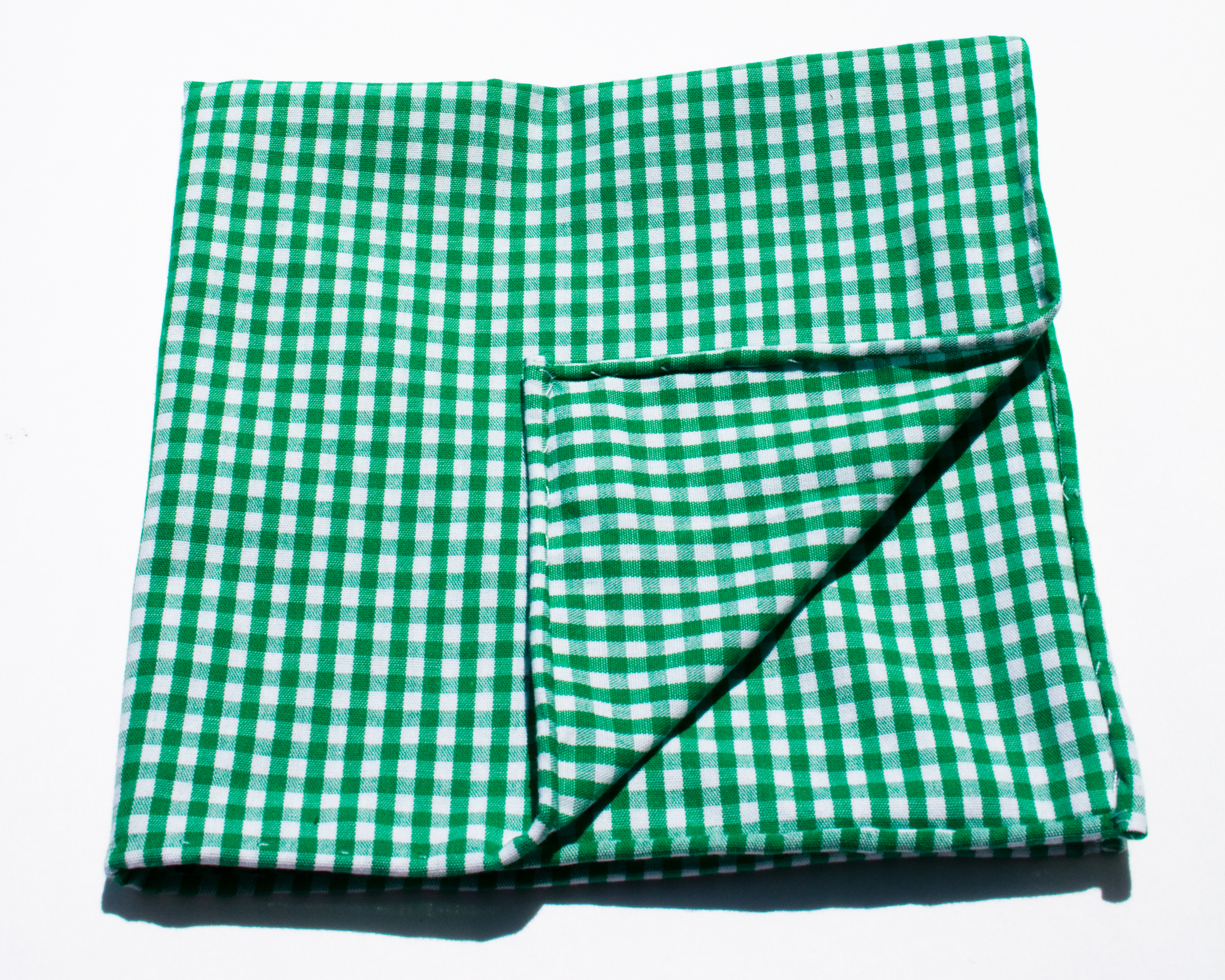
Tecido em padrão xadrez

Padrão xadrez ("check" em inglês) ou "padrão quadriculado", é a designação de um padrão de listras modificadas que consiste em linhas horizontais e verticais cruzadas formando quadrados, retângulos ou losangos.

## Etimologia

Escudo "chequy gules"
em padrão xadrez.

A palavra é derivada da antiga palavra persa "shah" ("Xá"), que significa "rei", do jogo oriental de xadrez, jogado em um tabuleiro quadrado, particularmente da expressão "shah mat", "o rei está morto", na linguagem do xadrez moderno "cheque-mate". A palavra entrou na língua francesa como "échec" no século XI, daí para o inglês.

## Variações
"Buffalo check" ("xadrez de búfalo") é um padrão que tem listras pretas em um fundo vermelho. Nos Estados Unidos, ele recebeu esse nome por volta de 1850, quando um designer da fábrica Woolrich em Chatham's Run na Pensilvânia (que possuía um rebanho de bisões) copiou um padrão conhecido como "Rob Roy" na Escócia, em homenagem ao herói folclórico Rob Roy MacGregor. O "nº 5310-402 da coleção de tecidos de peso médio da Woolrich" tornou-se associado aos lenhadores, já que os que moravam nas proximidades dos bosques da Pensilvânia eram os principais clientes das camisas de lã que as usavam. Tornou-se popular na moda dominante nos Estados Unidos nas décadas de 1990 e 2010.
Em vidraçaria, o padrão xadrez é um padrão de grandes retângulos ou quadrados em uma cor que contrasta com a cor principal.

## Zigrinado

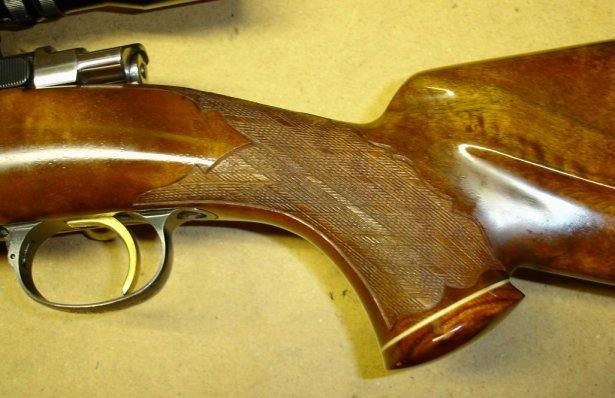
Exemplo do uso do efeito "zigrinado"
na coronha de uma arma

O termo zigrinado, é utilizado na marcenaria para indicar um tipo de padrão xadrez aplicado geralmente em qualquer tipo de cabo, seja de arma de fogo ou de qualquer outra ferramenta, O zigrinado pode ser aplicado de forma manual (entalhe), e mais recentemente pode ser feito por máquinas usando laser ou CO2, normalmente em formato de losangos.